# Searching for the Young Soul Rebels
Albums de Dexys Midnight Runners
Too-Rye-Ay
(1982)
Searching for the Young Soul Rebels est le premier album du groupe pop-rock Dexys Midnight Runners, sorti en 1980.

## L'album
Le deuxième single qui rend hommage à Geno Washington a atteint la 1re place des charts au Royaume-Uni. L'album fait partie des 1001 Albums You Must Hear Before You Die.

### Titres
1. Burn It Down (en) (Kevin Rowland) (4:21)
2. Tell Me When My Light Turns Green (Rowland) (3:46)
3. The Teams That Meet in Caffs (Kevin Archer) (4:08)
4. I'm Just Looking (Rowland, Geoffrey Blythe, Peter Saunders) (4:41)
5. Geno (Rowland, Archer) (3:31)
6. Seven Days Too Long J.R. Bailey, Vernon Harrell) (2:43)
7. I Couldn't Help It If I Tried (Rowland, Jim Paterson) (4:14)
8. Thankfully Not Living in Yorkshire It Doesn't Apply (Rowland, Saunders) (2:59)
9. Keep It (Archer, Blythe) (3:59)
10. Love Part One (Rowland) (1:12)
11. There, There, My Dear (Rowland, Archer) (3:31)

### Musiciens
- Kevin Rowland : voix
- Kevin Al Archer :  guitare, voix
- Big Jim Paterson : trombone
- Pete Williams : basse
- Geoffrey Jeff Blythe : saxophone
- Steve Spooner : alto saxophone
- Pete Saunders : orgue
- Andy Growcott : batterie
- Andy Leek : orgue